# Rehovot
Rehovot of Rechovot (Hebreeuws: רחובות) (spreek uit: ReCHOvot) is een Israëlische stad in de centrale kustvlakte, ten zuidoosten van Tel Aviv. De stad had in 2015 ongeveer 133.000 inwoners. Rehovot is de hoofdstad van een subdistrict met dezelfde naam.
De rustieke stad staat bekend om het Weizmann Instituut van Wetenschappen. In het kielzog hiervan vestigden zich vele hightechondernemingen in een sciencepark, waaronder Indigo NV, uitvinder van de digitale kleurenoffsetdrukpers, ca. 2002 overgenomen door Hewlett-Packard (HP). Verder bevindt zich in Rehovot de agrarische faculteit van de Hebreeuwse Universiteit van Jeruzalem, het grote Kaplan-ziekenhuis, sinaasappelboomgaarden rondom, maar een saai uitgaansleven. Rishon LeZion, Ashdod, maar vooral Tel Aviv liggen echter nabij.
Rehovot werd in 1890 door Joodse immigranten uit Polen gesticht. Heden ten dage bewonen grote groepen Ethiopische, Jemenitische en Russische Joden de stad. Verder valt er een toename te bespeuren van Engelssprekende religieuze Joden.

## Geboren
- Arnon Milchan (1944), ondernemer en filmproducent
- Hezy Leskly (1952-1994), dichter en kunstenaar
- Gali Atari (1953), zangeres
- Tzipi Hotovely (1978), politica
- Oscar Gloukh (2004), voetballer